# Correcto (banda)
Correcto es una banda formada en Glasgow, Escocia, cuyos miembros son Paul Thomson (batería y coros) de Franz Ferdinand, Patrick Doyle (bajo) de Veronica Falls (Sexy Kids, The Royal We), Danny Saunders (cantante y guitarrista) and Richard Wright (guitarra). Su estilo es Indie rock.

## Biografía
A Danny Saunders (nacido en Southend, Essex) siempre le gustó el arte y escribir canciones, más como hobbie que como algo serio. Aun así, esto terminó en la creación de un vinilo, que fue lanzado a través del sello del artista de Glasgow, Luke Fowler. Después de unas críticas positivas a su trabajo, decidió a tomarse más en serio la música, así que junto con Richard Wright (artista), en la guitarra y Will Bradley en la batería, formó Correcto. Más tarde el grupo acabó de formarse con la adhesión de Patrick al bajo.
Las principales influencias para Danny han sido "all the good stuff", como él dice, esto es: Kinks, Velvet Underground, Brian Eno, The Ramones, Creation, Bob Dylan, The Smiths, Modern Lovers, PIL, etc.
Correcto ha sido descrito, tanto por Danny como por el resto, como un proyecto, como un hobbie. Esto es porque casi nunca consiguen estar más de una hora seguida ensayando, debido mayormente a las otras ocupaciones del resto de componentes:

- Richard es un consumado artista, que se centra en usar pinceles y pintura ("the most direct and simple means possible") y que además pueden variar de escala (a veces pueden ser enormes) y suelen ser muy detallados. Ha ganado el Premio Turner 2009, el más importante galardón británico a artistas menores de 50 años.
También ha formado parte de varios grupos, de diferentes estilos, como música Irlandesa folklórica con su hermano en el Victoria Bar. También participó en Par Cark y con David Shrigley.

- Patrick se trasladó a Glasgow, para tocar en la banda The Royal We (que se deshizo, tristemente, a finales de 2007). Después formó la banda Sexy Kids con miembros de su antigua banda y con otros artistas de Glasgow.

- Will que dejó la banda debido a que tenía otros asuntos que hacer y fue remplazado por Paul Thomson, conocido por su excelente trabajo como batería en Franz Ferdinand. Paul ofreció sus dotes como músico para tocar con la banda en enero de 2007, durante el descanso de Franz, y grabaron en Londres lo que sería las bases esenciales del disco. Danny conocía a Paul de sus días en The Yummy Fur (banda escocesa en la que también tocaba Alex Kapranos, también de Franz Ferdinand, y Jackie McKeown de los 1990's). La primera aparición de Paul con Correcto fue en el Indian Summer Festival, el 15 de julio de 2007.
Se fijó la fecha del lanzamiento del primer sencillo de Correcto para el 12 de noviembre de 2007, con el nombre de Joni, en formato de vinilo 7" y disponible para ser descargado, a través del sello independiente Domino Rocords. El sencillo iría acompañado por la canción Wasting Time y del video de Joni.
El video está basado a partir de películas cortas sacadas de Ebay o películas propias de los miembros de la banda, por tanto se puede ver tanto a Danny (con un ágila y gatos grises), como a Paul acompañado por su hijo, o a Patrick y Richard en diferentes situaciones, como por ejemplo en su actuación en el Indian Summer. EL video tiene toques "retros".
Danny declaró que compuso la canción mientras escuchaba Substitute de The Who y veía I'm Celebrity Get Me Out Of Here. 
Antes del lanzamiento del sencillo, Correcto tocó en varios sitios de Reino Unido (Cardiff, Glasgow, Londres, ...) desde el 9 al 13 de noviembre. También en el SWN Festival, Cardiff, el 9 de noviembre, festival organizado por el sello Domino.
EL siguiente sencillo sería Do It Better, cuya fecha de lanzamiento sería el 11 de febrero de 2008, para lanzar el álbum debut de la banda el 25 de febrero, bajo el original nombre de Correcto.
Do It Better también fue acompañado de un video, esta vez el video es en blanco y negro y en él sólo aparecen los miembros tocando sus correspondientes instrumentos. El "B-side" del sencillo es la canción The Plan.
Como consecuencia de los otros proyectos de Paul (ensayar con Franz Ferdinand), Richard (trbajando su vena como artista) y Patrick, en abril de 2008 la banda quedó reducida a Danny, miembro esencial de Correcto. Para el concierto que tenían programado para el 18 de abril, Danny decidió echar mano de Colin, Jake y Graham, procedentes tanto de The Royal We como de Uncle John and Whitelock. Así lo aclaró:

"We now have Colin who used to drum in Royal We and Jake who was in a band called Uncle John and Whitelock on bass. Richard is also very busy making his artwork so will be out in April. Graham from Royal we is playing keyboard as I didn't want to replace him with another guitarist.Sounds a bit different but still interesting I think. Quite Modern Lovers feel."
Aun así, Correcto siguió en marcha y participó en un evento llamado Three Blows de Sarah Lowndes en el cual Correcto tocó junto con otros artistas (Mayo Thompson, Interval, Richard Youngs...) en el St Cecilia's Hall, Edimburgo, el 5 de julio. Pero esta vez consistió en un concierto acústico de Danny y Richard.

Correcto ha seguido activo, tocando en diversos sitios dentro del Reino Unido. El más reciente el 29 de agosto de 2008 en Connect Festival, Escocia y el 23 de septiembre de 2010, en la presentación del libro "What the hell are you doing?" de David Shrigley. En esta presentación, regresan a Correcto, Richard y Paul. Asimismo presentan a Robert McCaffrey, quien sustituye a Patrick Doyle.
Richard Wright fue nominado para los premios Turner  de arte junto con Enrico David, Roger Hiorns y Lucy Skaer.

## Discografía

### Álbumes
- Correcto (2008 · Domino Records)

Lista de canciones
- 1. Inuit
- 2. Do It Better
- 3. Joni
- 4. Save Your Sorrows
- 5. Walking To Town
- 6. No One Under 30
- 7. Here It Comes
- 8. Downs
- 9. Even Though
- 10. New Capitals
- 11. Something Or Nothing
- 12. When You Get Away From Me

### Sencillos
- Joni (Domino Records). Lanzado el 12 de noviembre de 2007.
- Do It Better (Domino Records). Lanzado el 11 de febrero de 2008.

## Curiosidades
- Richard es el encargado de las cubiertas de los sencillos y el álbum de la banda.
- Nick McCarthy de Franz Ferdinand toca el piano y el órgano en algunos de las canciones del álbum. Paul también toca los sintetizadores en Walking to Town y No One Under 30.
- El vinilo de 7" que compuso Danny años atrás, contiene 3 canciones y fue lanzado gracias a Saddazz. Las canciones del vinilo fueron tocadas en el Nice'n'Sleazys de Glasgow por Danny y Luke Fowler (el que le ayudó a hacerlo) el 3 de diciembre de 2007.
- Correcto tocó en un evento caritativo, en el Brunswick Hotel (Glasgow), junto con otras bandas, DJ's y artistas (como Douglas Gordon y Jim Lambie).
- Joni estuvo nominado en la "Hottest 100 shortlist" del 2007 de la estación de radio australiana Triple J entre artistas como Arctic Monkeys, Sons & Daughters o The Kills.
- Danny declaró que el momento más productivo del día para componer es por la mañana:

"I find mornings quite productive in terms of spawning a germ for an idea of a song. The hour or so after you wake up, a little rattled perhaps from the wine the night before. It might be a line that strikes me as intriguing or a couple of chords that have some dynamism."
- Para Danny, ésta es la mejor definición de Do It Better:

"Do It Better is a result of the numbing effects of going about my business on a day to day level, petty grievances with humanity, trying to do the best you can, but never really achieving what you set out to do that particular day. I'm sure everyone else is trying their best too, but there must be some misunderstanding as they just seem to be getting in my bloody way. If art school (yes, another one) taught me anything it was that unlike real life you can do whatever you want, it doesn't have to be 'here's my masterpiece'. That's why people like Buddy Holly and Johnny Cash are so good. But then you already know that, it just took me ages to realise."